# Khafji
Khafji (em árabe: الخفجي; romaniz.: Khafji) é uma cidade da Arábia Saudita na região Oriental. Segundo censo de 2022, havia 78 691 habitantes. Está a 2 metros de altitude. Até os anos 60, estava numa zona neutra entre a Arábia Saudita e Cuaite.